# Butcher Mind Collapse
I Butcher Mind Collapse sono un supergruppo di noise rock Italiano formatosi a Jesi nel 2004.

## Storia
Il gruppo nasce a Jesi nel 2004 dall'incontro di Giampaolo Pieroni e Jonathan Iencinella, precedentemente impegnati nel progetto post-hardcore chiamato Guinea Pig, con Nicola Amici, già nel progetto punk blues/garage punk dei Jesus Franco & the Drogas e Riccardo Franconi dei Lebowski, più indirizzati nel noise rock d'ispirazione post-punk.
Nel 2008 esce il loro primo album dal titolo Sick Sex And Meat Disasters In A Wasted Psychic Land (Valvolare Records, Sweet Teddy Records, Bloody Sound Fucktory, Dizlexiqa, Marinaio Gaio) che vede la produzione artistica di Mattia Coletti e Giulio “Ragno” Favero. Il disco presentava sonorità post-hardcore dalle tonalità psicotiche e sanguigne, con voce dissonante su ritmiche e rumorismi instabili di matrice noise rock.
Nel 2011 esce, sempre su Bloody Sound Fucktory, il loro secondo album dal titolo Night Dress che vede ancora una volta la produzione artistica di Favero. L'album appare più complesso e non privo di gusto citazionista, con parti di improvvisazione libera aperte anche all'inserimento di strumenti come sassofono e l'elettronica, rimescolando noise, free-acid-jazz, post-punk e blues.
Nel 2013 Giampaolo Pieroni esce dal gruppo e alla batteria subentra Francesco Zedde, già negli A.N.O.

## Componenti
- Jonathan Iencinella
- Nicola Amici
- Riccardo Franconi
- Francesco Zedde

## Produzioni

### Album
- 2008 - Sick Sex And Meat Disasters In A Wasted Psychic Land (CD, Bloody Sound Fucktory, Valvolare Records, Sweet Teddy Records, Dizlexiqa, Marinaio Gaio)
- 2011 - Night Dress (CD, Bloody Sound Fucktory, Lemming Records, Sweet Teddy, Brigadisco, Musica Per Organi Caldi, A Shame, NO=FI Recordings)

### Videoclip
- 2011 - Complicity (regia di Matteo Giacchella)